# Ah Pook Is Here
Ah Pook Is Here je literární dílo, které vzniklo jako spolupráce amerického autora Williama Sewarda Burroughse a britského výtvarníka Malcolma McNeilla. Dílo poprvé vyšlo pod názvem The Unspeakable Mr. Hart jako komiks strip v časopisu Cyclops (1970). Dvojice se později, po stažení aktuálního čísla magazínu z prodeje, rozhodla dílo výrazně rozšířit a vydat jej knižně. Později se však projekt zastavil a kniha nakonec vyšla až v roce 1979. Burroughs později načetl vyňatky z této knihy na nahrávku Dead City Radio. Hudební doprovod zde jeho hlasu obstaral velšský hudebník a skladatel John Cale. Tato nahrávka později posloužila jako zvuková stopa k filmu Ah Pook Is Here, jehož režisérem byl Philip Hunt. Tento šestiminutový snímek uspěl i u kritiky.